# Takanami (1942)
Takanami (jap. 高波 Takanami) – japoński niszczyciel z okresu II wojny światowej, typu Yūgumo. Służył od sierpnia do października 1942, został zatopiony w bitwie pod Tassafarongą przez amerykańskie okręty.

## Historia
Stępkę pod budowę okrętu położono 29 maja 1941 w stoczni Uraga Dock w Tokio, kadłub wodowano 16 marca 1942. Okręt wszedł do służby 31 sierpnia 1942 jako szósty z 19 okrętów typu Yūgumo.

## Służba
Pierwszym i jedynym dowódcą był kmdr. por. Masami Ogura. Pierwszą akcją okrętu była eskorta konwoju z Saeki do Rabaulu 27 września – 1 października 1942, podczas której 7 października uratował 279 rozbitków ze storpedowanego statku „Naminoue Maru”.
1 października przydzielony został do 31. Dywizjonu 2. Flotylli niszczycieli (ang. Desdiv 31, Desron 2) Drugiej Floty. Działał w rejonie Wysp Salomona podczas walk o Guadalcanal. Nocą 13/14 października eskortował pancerniki „Kongō” i „Haruna”, które dokonały wówczas cięźkiego bombardowania Henderson Field na Guadalcanalu, a 15/16 października – krążowniki ciężkie „Myōkō” i „Maya” w analogicznej misji. 26 października wziął udział w lotniczo-morskiej bitwie koło Santa Cruz, w eskorcie zespołu admirała Kondo.
7 listopada wziął udział w rejsie zaopatrzeniowym na Guadalcanal i odniósł niewielkie uszkodzenia od bliskich wybuchów bomb podczas ataku bombowców nurkujących. W dniach 13-15 listopada brał udział w kolejnym rejsie zaopatrzeniowym, przed drugą bitwą pod Guadalcanalem.
29-30 listopada „Takanami” wziął udział w kolejnym rejsie zaopatrzeniowym na Guadalcanal, w osłonie niszczycieli transportujących zaopatrzenie. W nocy z 30 listopada na 1 grudnia, przed północą, doszło do bitwy koło przylądka Tassafaronga koło Guadalcanalu, w toku której „Takanami” jako okręt prowadzący formację stał się obiektem intensywnego ostrzału amerykańskich ciężkich krążowników, po czym zatonął  10 mil morskich na południowy wschód od wyspy Savo. Przedtem jednak, łącznie z pozostałymi niszczycielami, zdołał odpalić celną salwę torpedową, która ciężko uszkodziła krążowniki USS „Minneapolis”, „New Orleans”, „Pensacola” i zatopiła krążownik „Northampton”. Z okrętem zginęło 197 osób, wraz z dowódcą okrętu i dowódcą 31. Dywizjonu kmdr. Toshio Shimizu. 48 rozbitków dotarło do brzegu Guadalcanalu, z czego 19 trafiło do niewoli amerykańskiej.

## Uzbrojenie
- 6 dział kalibru 127 mm Typ 3 w wieżach dwudziałowych typu „D” (3xII).
  - długość lufy – L/50 kalibrów, kąt podniesienia -7°+75°, masa pocisku 23 kg, donośność 18,3 km
- 4 działka przeciwlotnicze 25 mm Typ 96 (2xII)
- 8 wyrzutni torpedowych 610 mm (2xIV, 16 torped Typ 93)
- 4 miotacze bomb głębinowych (36 bomb głębinowych)